# Grande Prêmio da Malásia de Motovelocidade de 2009
O Grande Prêmio da Malásia de 2009 foi a décima sexta etapa da Temporada de MotoGP de 2009. Aconteceu entre os dias 23 e 25 de outubro de 2009 no Sepang International Circuit. A corrida foi vencida por Casey Stoner. Valentino Rossi terminou em terceiro, o que garantiu campeonato de 2009 da MotoGP para ele.

## Classificação da MotoGP
| Pos | No | Piloto           | Construtor | Voltas | Tempo/Aband. | Grid | Pontos |
| --- | -- | ---------------- | ---------- | ------ | ------------ | ---- | ------ |
| 1   | 27 | Casey Stoner     | Ducati     | 21     | 47:24.834    | 4    | 25     |
| 2   | 3  | Dani Pedrosa     | Honda      | 21     | +14.666      | 3    | 20     |
| 3   | 46 | Valentino Rossi  | Yamaha     | 21     | +19.385      | 1    | 16     |
| 4   | 99 | Jorge Lorenzo    | Yamaha     | 21     | +25.850      | 2    | 13     |
| 5   | 69 | Nicky Hayden     | Ducati     | 21     | +38.705      | 7    | 11     |
| 6   | 7  | Chris Vermeulen  | Suzuki     | 21     | +41.061      | 14   | 10     |
| 7   | 24 | Toni Elias       | Honda      | 21     | +48.555      | 6    | 9      |
| 8   | 33 | Marco Melandri   | Kawasaki   | 21     | +55.557      | 15   | 8      |
| 9   | 65 | Loris Capirossi  | Suzuki     | 21     | +1:00.303    | 5    | 7      |
| 10  | 36 | Mika Kallio      | Ducati     | 21     | +1:00.440    | 12   | 6      |
| 11  | 44 | Aleix Espargaró  | Ducati     | 21     | +1:01.655    | 13   | 5      |
| 12  | 15 | Alex de Angelis  | Honda      | 21     | +1:01.847    | 10   | 4      |
| 13  | 5  | Colin Edwards    | Yamaha     | 21     | +1:10.778    | 9    | 3      |
| 14  | 41 | Gábor Talmácsi   | Honda      | 21     | +1:15.851    | 17   | 2      |
| 15  | 52 | James Toseland   | Yamaha     | 21     | +1:50.672    | 16   | 1      |
| Ret | 4  | Andrea Dovizioso | Honda      | 14     | Acidente     | 11   |        |
| Ret | 14 | Randy de Puniet  | Honda      | 1      | Acidente     | 8    |        |

## Classificação da 250cc
| Pos | No | Piloto              | Construtor | Voltas | Tempo/Aband. | Grid | Pontos |
| --- | -- | ------------------- | ---------- | ------ | ------------ | ---- | ------ |
| 1   | 4  | Hiroshi Aoyama      | Honda      | 20     | 42:55.689    | 1    | 25     |
| 2   | 40 | Héctor Barberá      | Aprilia    | 20     | +6.397*      | 4    | 20     |
| 3   | 58 | Marco Simoncelli    | Gilera     | 20     | +6.397*      | 8    | 16     |
| 4   | 12 | Thomas Lüthi        | Aprilia    | 20     | +14.871      | 9    | 13     |
| 5   | 55 | Héctor Faubel       | Honda      | 20     | +19.177      | 7    | 11     |
| 6   | 14 | Ratthapark Wilairot | Honda      | 20     | +19.567      | 6    | 10     |
| 7   | 6  | Alex Debón          | Aprilia    | 20     | +20.255      | 11   | 9      |
| 8   | 52 | Lukas Pesek         | Aprilia    | 20     | +34.561      | 17   | 8      |
| 9   | 25 | Alex Baldolini      | Aprilia    | 20     | +50.937      | 14   | 7      |
| 10  | 73 | Shuhei Aoyama       | Honda      | 20     | +1:04.186    | 19   | 6      |
| 11  | 11 | Balázs Németh       | Aprilia    | 20     | +1:08.917    | 20   | 5      |
| 12  | 17 | Karel Abrahám       | Aprilia    | 20     | +1:10.616    | 15   | 4      |
| 13  | 53 | Valentin Debise     | Honda      | 20     | +1:17.945    | 22   | 3      |
| 14  | 8  | Bastién Chesaux     | Aprilia    | 20     | +1:29.669    | 21   | 2      |
| 15  | 56 | Vladimir Leonov     | Aprilia    | 20     | +1:43.536    | 23   | 1      |
| 16  | 48 | Shoya Tomizawa      | Honda      | 19     | +1 volta     | 16   |        |
| Ret | 35 | Raffaele de Rosa    | Honda      | 16     | Abandonou    | 10   |        |
| Ret | 16 | Jules Cluzel        | Aprilia    | 11     | Abandonou    | 2    |        |
| Ret | 75 | Mattia Pasini       | Aprilia    | 11     | Abandonou    | 12   |        |
| Ret | 63 | Mike Di Meglio      | Aprilia    | 8      | Abandonou    | 3    |        |
| Ret | 19 | Álvaro Bautista     | Aprilia    | 6      | Abandonou    | 5    |        |
| Ret | 15 | Roberto Locatelli   | Gilera     | 5      | Acidente     | 13   |        |
| Ret | 7  | Axel Pons           | Aprilia    | 2      | Acidente     | 18   |        |
| Ret | 10 | Imre Tóth           | Aprilia    | 1      | Abandonou    | 24   |        |

* Barberá ganhou o 2º lugar por ter uma melhor volta pessoal mais rápida.

## Classificação da 125cc
| Pos | No | Piloto             | Construtor | Voltas | Tempo/Aband. | Grid | Pontos |
| --- | -- | ------------------ | ---------- | ------ | ------------ | ---- | ------ |
| 1   | 60 | Julián Simón       | Aprilia    | 19     | 42:50.916    | 2    | 25     |
| 2   | 38 | Bradley Smith      | Aprilia    | 19     | +1.114       | 3    | 20     |
| 3   | 44 | Pol Espargaró      | Derbi      | 19     | +6.293       | 11   | 16     |
| 4   | 33 | Sergio Gadea       | Aprilia    | 19     | +8.003       | 18   | 13     |
| 5   | 18 | Nicolás Terol      | Aprilia    | 19     | +8.485       | 5    | 11     |
| 6   | 11 | Sandro Cortese     | Derbi      | 19     | +10.188      | 4    | 10     |
| 7   | 12 | Esteve Rabat       | Aprilia    | 19     | +15.114      | 6    | 9      |
| 8   | 29 | Andrea Iannone     | Aprilia    | 19     | +22.151      | 13   | 8      |
| 9   | 6  | Joan Olivé         | Derbi      | 19     | +26.388      | 7    | 7      |
| 10  | 8  | Lorenzo Zanetti    | Aprilia    | 19     | +27.113      | 14   | 6      |
| 11  | 73 | Takaaki Nakagami   | Aprilia    | 19     | +27.859      | 15   | 5      |
| 12  | 88 | Michael Ranseder   | Aprilia    | 19     | +34.838      | 23   | 4      |
| 13  | 35 | Randy Krummenacher | Aprilia    | 19     | +41.829      | 12   | 3      |
| 14  | 77 | Dominique Aegerter | Derbi      | 19     | +42.433      | 21   | 2      |
| 15  | 39 | Luis Salom         | Aprilia    | 19     | +51.635      | 20   | 1      |
| 16  | 28 | Elly Ilias         | Aprilia    | 19     | +59.854      | 25   |        |
| 17  | 16 | Cameron Beaubier   | KTM        | 19     | +1:07.131    | 24   |        |
| 18  | 53 | Jasper Iwema       | Honda      | 19     | +1:14.171    | 27   |        |
| 19  | 21 | Jakub Kornfeil     | Loncin     | 19     | +1:27.651    | 28   |        |
| 20  | 23 | Muhammad Zulfahmi  | Yamaha     | 19     | +1:58.779    | 30   |        |
| 21  | 47 | Blake Leigh-Smith  | Honda      | 19     | +2:06.062    | 29   |        |
| 22  | 19 | Quentin Jacquet    | Aprilia    | 18     | +1 volta     | 33   |        |
| Ret | 24 | Simone Corsi       | Aprilia    | 17     | Acidente     | 16   |        |
| Ret | 14 | Johann Zarco       | Aprilia    | 17     | Acidente     | 22   |        |
| Ret | 7  | Efrén Vázquez      | Derbi      | 17     | Abandonou    | 9    |        |
| Ret | 87 | Luca Marconi       | Aprilia    | 14     | Abandonou    | 31   |        |
| Ret | 10 | Luca Vitali        | Aprilia    | 13     | Abandonou    | 32   |        |
| Ret | 93 | Marc Márquez       | KTM        | 12     | Abanonou     | 1    |        |
| Ret | 45 | Scott Redding      | Aprilia    | 10     | Abandonou    | 17   |        |
| Ret | 94 | Jonas Folger       | Aprilia    | 10     | Abandonou    | 10   |        |
| Ret | 71 | Tomoyoshi Koyama   | Loncin     | 2      | Abandonou    | 26   |        |
| Ret | 17 | Stefan Bradl       | Aprilia    | 0      | Acidente     | 19   |        |
| Ret | 99 | Danny Webb         | Aprilia    | 0      | Acidente     | 8    |        |